# David Bisbal
David Bisbal Ferre (Almería, 5 de junio de 1979) es un cantante, compositor y actor español que alcanzó la fama a principios de la década de los 2000 al quedar segundo finalista de la primera edición del consurso de talentos Operación Triunfo. En 2016, la agencia Personality Media elaboró un informe de opinión pública en donde él seguía obteniendo un alto porcentaje de popularidad entre la población española siendo conocido por el 97 % y una valoración de 6 sobre 10.
En noviembre de 2022, recibió por parte de Universal Music el galardón de cuádruple disco de diamante por las ventas de 4 millones de copias a nivel internacional de toda su discografía.

## Biografía

### 1979-2001: Inicios en la música
David Bisbal es hijo de José Bisbal y de María Ferre Montoya. Nació el 5 de junio de 1979 en Almería y tiene dos hermanos: José María, nacido el 16 de marzo de 1968; y María del Mar, nacida el 31 de enero. Su padre era boxeador y se retiró en 1976, dejando un récord de 49 peleas ganadas, 35 perdidas y 9 empates, y habiendo ostentado el título de campeón de España en peso ligero. Una vez retirado del boxeo se dedicó como funcionario de carpintería en el Ayuntamiento de Almería, y su madre era costurera. 
Se educó en el colegio Goya de Almería, pero abandonó los estudios en 2.º de BUP porque no le gustaba estudiar. Sus padres lo apuntaron a un curso-taller de forestal y empezó a trabajar en el vivero municipal de Almería por influencia de su padre. En 1997, mientras cantaba en el trabajo, la dueña del vivero llamada María del Mar Martínez le oyó y le recomendó presentarse al casting para ser el cantante en la Orquesta Expresiones, donde su marido era productor. Bisbal resultó elegido y compaginó su trabajo en el vivero con su trayectoria como cantante en la Orquesta durante la época de fiestas estivales de Andalucía Oriental.

### 2001-2003: Salto a la fama yCorazón latino
El 22 de octubre de 2001, Bisbal, con veintidós años, hizo su primera aparición pública en la primera gala del concurso musical Operación Triunfo 2001 (a menudo abreviado OT). El 11 de febrero de 2002 quedó en segunda posición con un 20,9 % de los votos —382 858 emitidos del 4 al 11 de febrero entre 163 060 a través de llamadas y 219 798 vía mensajes— y una audiencia de 12,8 millones de espectadores en la ceremonia final, siendo la emisión más vista de un concurso en España. El 25 de mayo, fue uno de los coristas en la actuación de Rosa López en el Festival de la Canción de Eurovisión 2002 con la canción «Europe's living a celebration», celebrado en el estadio Saku Suurhall Arena de Tallin.
El 3 de junio fue publicado su primer álbum Corazón latino a través de Vale Music. Fue grabado entre Barcelona, Nueva York y Miami con producción de Kike Santander. El álbum alcanzó el número uno en su primera semana de debut, batiendo récord de ventas y manteniéndose durante siete semanas consecutivas en el número uno de las listas de ventas de España. Ese año, graba un pequeño disco promocional llamado Grandes baladas con 4 versiones de baladas clásicas como El día que me quieras, Contigo en la distancia y una versión en español de Nothing's gonna change my love for you. Es un disco grabado para su difusión promocional con la "Tarjeta 40 Principales" de La Caixa, por lo que no salió a la venta. 
En septiembre de 2003, ganó su primer Grammy Latino en la categoría Mejor Artista Revelación. El 31 de octubre inició su primera gira latinoamericana en Argentina, donde recorrió 12 países con 17 conciertos en directo. En noviembre se puso a la venta en México una edición especial de Corazón latino. El álbum, vendió alrededor de 1 300 000 copias vendidas en España con lo que obtuvo su primer disco de Diamante. Con el álbum Corazón latino ganó el Premio Ondas, además de varias nominaciones a los Premios de la Música y Premios Amigo.

### 2004-2008:BuleríayPremonición
El 7 de enero de 2004 se estrenó «Bulería», primer sencillo del segundo álbum con el que alcanzó el Número 1 en las listas de ventas y radios de España y América Latina. El 11 de febrero de ese mismo año salió a la venta su segundo álbum, que lleva el mismo nombre que el primer sencillo. El álbum debutó en el número uno en las listas de ventas de España donde vendió más de 300.000 copias en una semana. A su vez, logró alcanzar el disco de oro en Colombia y Venezuela al poco tiempo de salir a la venta el álbum. El álbum vendió más de 1 300 000 copias en todo el mundo, de las cuales 1 000 000 pertenecen a España, obteniendo así su segundo disco de Diamante. Siendo el único artista junto con Alejandro Sanz en tener más de 1 disco de Diamante en España. En noviembre de 2004, pisó por primera vez Alemania para promocionar el dúo con la cantante Joana Zimmer, un dúo con el tema «Let’s make history». Unos días después de presentar el videoclip del tema, David, apareció en la gala 'Homenaje a Rocío Jurado'.

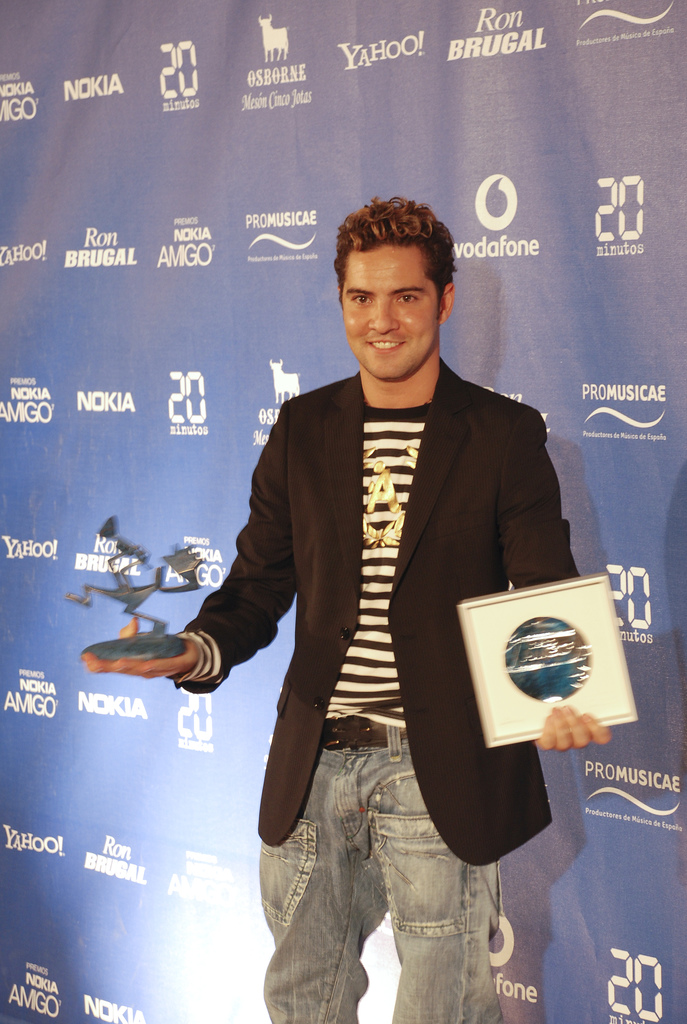
Bisbal, premiado en 'Los Premios Nokia Amigo 2007'.

El primer sencillo de este nuevo trabajo, «Quién me iba a decir», se lanzó en agosto de 2006. Consiguió ser número uno en las listas de ventas y radios de España y América Latina. El 3 de octubre lanzó su tercer disco de estudio al completo con el nombre de Premonición. Alcanzó el número uno en su debut, consiguiendo alcanzar los cinco discos de platino. El 24 de octubre de ese año, actuó en Estrasburgo, sede del Parlamento Europeo, interpretando los temas de su álbum ante representantes de los 25 países miembros en un concierto exclusivo. El cantante ganó el Premio Ondas, celebrado en el Teatre Musical de Barcelona, en la 53.ª Gala de los Premios y el Micrófono de Oro en la categoría musical. Ese año, actuó en la gala de rtve interpretando la copla Soy minero, original de 1956 de Antonio Molina.
En enero de 2007, su segundo sencillo «Silencio» permaneció durante 8 semanas consecutivas en el número uno de los 40 Principales. Al año siguiente, cantó a dúo con Rihanna en el tema «Hate That I Love You» que incluye en la reedición del disco Good girl gone bad. Incluso se les pudo ver actuando juntos en televisión en España y en un concierto en México meses después. En ese mismo año colaboró con los artistas Luis Fonsi, Alex Syntek y Noel Schajris para el tema «Aquí estoy yo» con el que David conseguiría posteriormente su segundo Grammy Latino, esta vez compartido, por dicha participación en ese cuarteto.

### 2009-2013:Sin mirar atrás

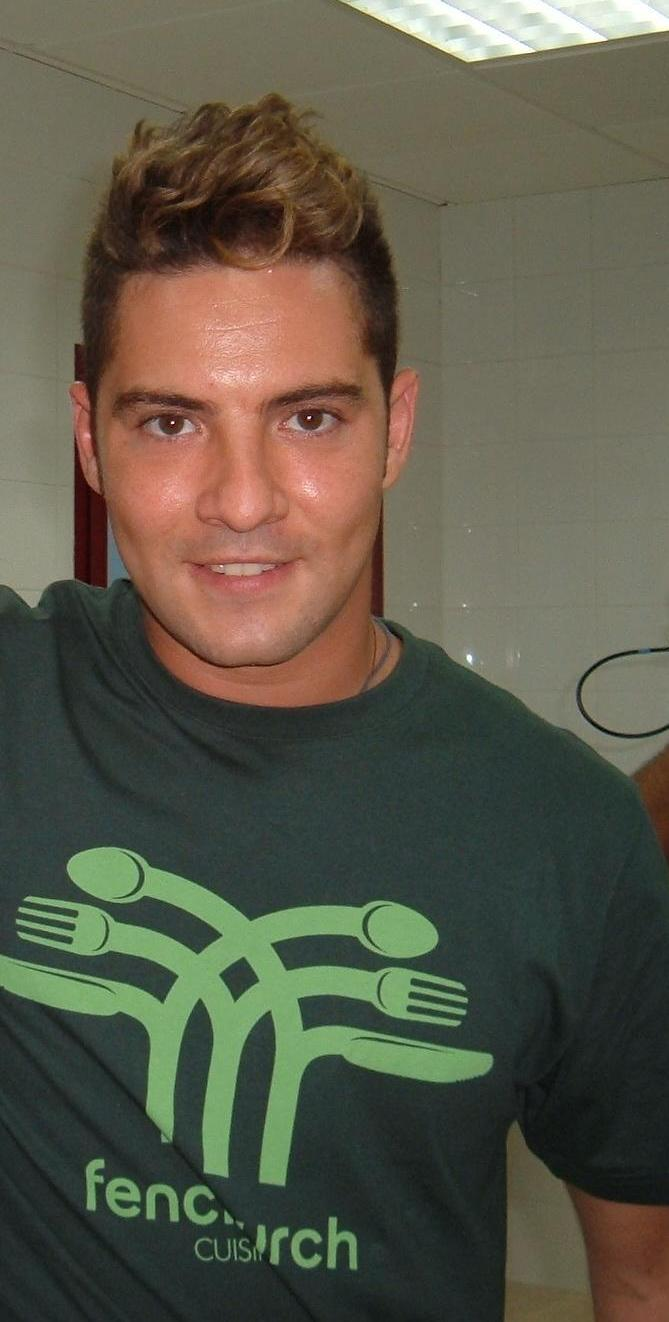
David Bisbal en 2009.

Sin mirar atrás es el nombre de su cuarto álbum de estudio. Se lanzó al mercado el 20 de octubre de 2009 en España, Latinoamérica y los Estados Unidos. En su primer día de lanzamiento, se convirtió en doble disco de platino en España. El disco terminó consiguiendo un triple disco de platino en España y un disco de oro en Argentina. Su primer sencillo fue «Esclavo de sus besos». El álbum fue elegido disco del año por la audiencia de Televisión Española y vendió alrededor de 500.000 copias certificadas a nivel mundial. Un año más tarde, en 2010, pondría su voz para la banda sonora de la película La última canción donde canta un dúo con Miley Cyrus. Cantó para la telenovela: Herederos de una venganza, la cual fue protagonizada por Romina Gaetani, Luciano Castro y Federico Amador, donde todos sus momentos románticos son musicalizados por el tema cantado por David Bisbal. Los autores de dicho tema son el propio Bisbal, Sebastián Bazán y Karen Oliver.
El 5 de noviembre de 2011 salió a la venta su primer DVD acústico titulado Una noche en el Teatro Real, grabado en el templo musical cuatro días antes. En su primera semana a la venta consiguió un récord histórico al superar por primera vez un DVD las ventas de un CD consiguiendo en siete días vender más de 50.000 ejemplares obteniendo el doble disco de platino. El 18 de enero consiguió el triple disco de platino superando así la cifra de 75.000 ejemplares vendidos. En 2012 consiguió disco de platino en España por su CD en vivo en Royal Albert Hall. Durante la gira de Una noche en el Teatro Real el artista español recorrió los teatros y auditorios más emblemáticos de España, Norteamérica, América Latina, el Cono Sur y las principales capitales europeas. Un total de 128 conciertos en recintos tan singulares como el Royal Albert Hall de Londres, el Carnegie Hall de Nueva York o el Luna Park de Buenos Aires. El 15 de noviembre del mismo año, en Las Vegas, David Bisbal ganó su tercer Grammy Latino, esta vez en la categoría Mejor álbum Pop tradicional.

### 2014-2017:Tú y yoeHijos del mar
El primer sencillo «Diez mil maneras» fue estrenado el 23 de enero y se convirtió desde la primera semana de su lanzamiento en número 1 en iTunes. El día 18 de marzo estrenó su disco Tú y yo. En este disco cuenta con la colaboración de artistas como India Martínez, Antonio Orozco, Manuel Carrasco, Vega y la brasileña Sandy. Con este CD en su primera semana fue doble disco de platino en España y disco de oro en Argentina, además de conseguir el sencillo de platino por "Diez mil maneras". Su gira tuvo comienzo en Argentina y hace un recorrido por varios países de Sudamérica y por España. Posteriormente lograría alcanzar el triple disco de platino en España, disco de platino en Argentina, disco de oro en México y disco de oro en Rumanía. Fue nombrado el artista n.º 1 en ventas en España del año 2014. Junto con el álbum, Bisbal protagonizó un mediometraje, dirigido por Kike Maíllo y coprotagonizado por María Valverde, que se estrenó en los cines de España y México.
La carrera de Bisbal dio un giro hacia sus inicios cuando se unió al reality show español de talentos La Voz como juez, actuando como entrenador del eventual ganador Rafa Blas en la primera serie. Además fue juez en La voz México en la tercera temporada del programa, en 2.° lugar. Sin embargo, en enero de 2014 luego de aparecer en dos temporadas del programa español y una de la edición mexicana, Bisbal anunció que dejaría estos roles debido a una apretada agenda de trabajo en vivo y promocional para su nuevo álbum Tú y Yo. Ese mismo año, formó parte de la canción «Te mueves tú, se mueven todos» junto al dúo estadounidense Ha*Ash y la banda mexicana Reik como parte de la promoción de Coca-Cola para promover el deporte.
Lanzó su sexto álbum de estudio Hijos del mar, editado y producido en Estados Unidos, Inglaterra, Suecia y España el 2 de diciembre de 2016, consiguiendo en tan solo dos semanas ser disco de platino en España. El primer sencillo «Antes que no» logra ser n.º 1 en iTunes en 9 países incluyendo España y diversas naciones de Latinoamérica en los primeros días después de su lanzamiento además de lograr buenas críticas en redes sociales debido a la producción innovadora realizada en el videoclip del sencillo. A su vez, lanza el videoclip de otra de las canciones incluidas en el sexto proyecto de estudio llamada «Duele demasiado». Dicha canción surge de la idea de realizar una colaboración con Unicef y es dedicada a los niños que sufren las consecuencias de las guerras. A mediados de ese año, fue mentor del programa La Apuesta en el que fue el ganador junto a su concursante Héctor Osobampo. Para la promoción del disco, se presentó la gira Hijos del Mar Tour. Las primeras paradas se realizaron en España, para luego continuar en Latinoamérica.

### 2018-presente:En tus planes
El 3 de enero de 2020, lanzó su séptimo álbum de estudio En tus planes, el cual se caracteriza por la variedad de ritmos entre la balada, el pop y el reguetón. Asimismo, el álbum marca una reinvención en Bisbal, ya que este mismo incursiona en el género urbano, esto después de la buena recepción que tuvo su primer sencillo «A partir de hoy». Se desprenden del mismo, algunos sencillos como: «Perdón», «Bésame» y «Abriré la puerta». Asimismo el 2 de enero de 2020, el álbum fue presentado después de su sencillo «En tus planes».
A fines de abril de 2022, TV Azteca anunció a los nuevos entrenadores de La voz México que incluyó a David Bisbal, Ha*Ash, Yuridia y Joss Favela.

## Filantropía
David colabora en causas sociales. Pertenece a la fundación Red Hand, que se encarga de ayudar a niños soldado. También participa en la Fundación ALAS, donde colaboran otras grandes estrellas de la música como Chayanne, Ricky Martin o Shakira, entre otros. Ha colaborado también en otras actividades benéficas como la famosa campaña Teletón, el concierto por los niños "Nosotros también somos niños" organizado por grandes artistas como Juanes, Luis Fonsi, Juan Luis Guerra o Ricardo Montaner entre otros. También ha participado muchas veces en los conciertos de Cadena 100 y Los 40.
El 19 de abril de 2017 David Bisbal fue nombrado Embajador del Fondo de las Naciones Unidas para la Infancia (UNICEF), por parte del Comité Español.

## Vida privada
En 2001 se presentó a la primera edición de un programa de TVE llamado Operación Triunfo donde obtuvo el segundo premio y una fama arrolladora. Ahí comenzó su relación sentimental con la cantante Chenoa, también participante de ese concurso, que duró hasta 2005.
En 2006 comenzó una relación con la diseñadora Elena Tablada, madre de su hija Ella, nacida en febrero de 2010. Tras cinco años de convivencia, Elena y David cesan su relación sentimental en junio de 2011.
En julio de 2018, tras dos años de relación, contrae matrimonio con la actriz venezolana Rosanna Zanetti. El 6 de abril de 2019, Rosanna, da a luz al primer hijo en común de la pareja, llamado Matteo. En mayo de 2020 David anunció, a través redes sociales, que estaba esperando su segundo hijo junto a Rosanna. Una niña que finalmente nació el 26 de octubre de 2020 y a la que llamaron Bianca.
Actualmente vive en Madrid, siendo Almería su segunda residencia.
En 2023 es galardonado como Hijo Predilecto de Andalucía.
En 2023 se viraliza una frase suya: "¿Cómo están los máquinas?, lo primero de todo".  Fue derivada de un video colgado en las redes en el que aparecía el cantante saludando a un grupo de aficionados a la salida del festival Primavera Pop de Los40 celebrado en el Wizink Center de Madrid.

## Discografía

### Álbumes de estudio
- 2002: Corazón latino
- 2004: Bulería
- 2006: Premonición
- 2009: Sin mirar atrás
- 2014: Tú y yo
- 2016: Hijos del mar
- 2020: En tus planes
- 2023: Me siento vivo
- 2024: Todo es posible en Navidad

## Giras musicales
- Gira Corazón Latino (2002-2003)
- Gira Bulería (2004-2005)
- Gira Premonición (2007-2008)
- Gira Sin Mirar Atrás (2010-2012)
- Gira Tú y Yo (2014-2015)
- Hijos Del Mar Tour (2017)
- David Bisbal Tour 2018-2019 (2018-2019)
- Intimo DB (2020)
- Tour En Tus Planes (2021)
- Me Siento Vivo Tour (2023)
- Gira 20 años (2024)
- Todo Es Posible En Navidad (2025)

## Filmografía

### Series de televisión
- Clase 406 (2003) - Él mismo
- 7 vidas (2004) - Él mismo
- Hospital Central (2006)
- Código postal (2006) - Él mismo
- Atrévete a soñar (2009) - Él mismo
- Hasta que el dinero nos separe (2010) - Él mismo
- Los Únicos (2011) - Actor invitado
- Aída (2011) - Él mismo
- Sábado gigante (2012) - Invitado
- Solamente vos (2013) - Actor invitado
- Jane the Virgin (2015) - Actor invitado

### Películas
- Torrente 4 (2011) - Actor invitado
- David Bisbal (Mediometraje Tú y Yo) (2014) - Él mismo

### Programas de televisión
- Operación Triunfo (2001) - Concursante
- Noche de fiesta (2002-2004) - Invitado recurrente
- En 2011 salió como actor invitado en la telenovela Argentina Los Únicos.[45] En ese mismo año fue asesor de Espinoza Paz en La voz México en su primera temporada de Televisa.[46]
- En 2012, fue uno de los cuatro coaches de la primera edición de La voz, programa musical de Telecinco basado en el formato neerlandés The Voice. Empezó a emitirse el 19 de septiembre de 2012, y el 19 de diciembre de 2012, en la gala final, Rafa Blas Carpena, artista del equipo Bisbal fue proclamado por votación popular, ganador del programa.
- En 2013, fue invitado a otra telenovela argentina Solamente vos, para la cual también hizo la canción principal "Hasta el final" en coautoría con Karen Oliver y Sebastián Bazán.[47]
- En 2013 fue uno de los coaches de la tercera temporada de La voz México que comenzó a emitirse el 8 de septiembre por el Canal de las Estrellas, de Televisa y de la segunda temporada de La voz, programa musical de Telecinco en España que comenzó el día 16 de septiembre.
- En 2014 fue uno de los coaches junto con Rosario Flores y Malú de la primera temporada de La voz Kids España que comenzó el día 6 de febrero de 2014.[48]
- En 2015, actuó en la serie estadounidense Jane the Virgin donde cantó su famoso tema "Esclavo de sus besos".[49]
- En 2015 fue uno de los coaches junto con Rosario Flores y Manuel Carrasco de la segunda temporada de La voz kids España que comenzó el 7 de septiembre de 2015.
- En 2016 participa como asesor en el programa mexicano La Apuesta junto a Paulina Rubio y Pepe Aguilar resultando ser el ganador del concurso con su participante elegido.[50]
- OT: El reencuentro (2016) - Él mismo
- En 2017 fue uno de los coaches junto con Rosario Flores y Antonio Orozco de la tercera temporada de La voz Kids España que comenzó el 6 de febrero de 2017.
- En 2017 participó como invitado en la tercera temporada de Mi casa es la tuya, presentado por Bertín Osborne.[51]
- El 5 de febrero de 2018 asistió como artista invitado a la gala final de la novena edición de Operación Triunfo (2017), pero no pudo actuar por un problema de sonido.[52]
- El 14 de noviembre de 2018 asistió como artista invitado, junto a Greeicy, a la gala 8 de Operación Triunfo 2018.[53]
- En 2019 fue uno de los coaches de La voz senior (en Antena 3) junto a Pablo López, Antonio Orozco y Paulina Rubio.
- En 2019 es también coach de La voz iids (en Antena 3) junto a Rosario Flores, Vanesa Martín y Melendi.
- En 2021 es de nuevo coach de La voz kids (en Antena 3) junto a Rosario Flores, Vanesa Martín y Melendi.
- En 2022 vuelve como coach a La voz México en junio del mismo año para la señal de Azteca Uno en TV Azteca.[54]

#### Coachde concursos de talentos
| Edición                     | Año  | Cadena        | Finalista         | Posición   |
| --------------------------- | ---- | ------------- | ----------------- | ---------- |
| La Voz 1                    | 2012 | Telecinco     | Rafa Blas         | Ganador    |
| La Voz México 3             | 2013 | Las Estrellas | Willy Espinoza    | Segundo    |
| La Voz 2                    | 2013 | Telecinco     | Dina Arriaza      | Segundo    |
| La Voz Kids 1               | 2014 | Telecinco     | Raúl "El Balilla" | Segundo    |
| La Voz Kids 2               | 2015 | Telecinco     | Javier Erro       | Segundo    |
| La Voz Kids 3               | 2017 | Telecinco     | Esperanza Garrido | Tercero    |
| La Voz Kids 4               | 2018 | Telecinco     | SuperCoach        | SuperCoach |
| La Voz Senior 1             | 2019 | Antena 3      | Ignacio Encinas   | Tercero    |
| La Voz Kids 5               | 2019 | Antena 3      | Irene Gil         | Ganador    |
| La Voz Kids 6               | 2021 | Antena 3      | Rocío Avilés      | Cuarto     |
| La Voz Kids 7               | 2022 | Antena 3      | Triana Jiménez    | Tercero    |
| La Voz México 4 (TV Azteca) | 2022 | Azteca Uno    | Anyelique Solorio | Segundo    |
| La Voz Kids 8               | 2023 | Antena 3      | Lucía Baizán      | Segundo    |